# Лог-у-Бохіню
Лог-у-Бохіню (словен. Log v Bohinju) — поселення в общині Бохінь, Горенський регіон, Словенія. Висота над рівнем моря: 493,4 м.